# Magyarhomorog
Magyarhomorog é um município da Hungria, situado no condado de Hajdú-Bihar. Tem 39,57 km² de área e sua população em 2015 foi estimada em 922 habitantes.